# Washington Luiz Pereira dos Santos
Washington Luiz Pereira dos Santos (São Paulo, 10 april 1975) is een Braziliaans voetballer.

## Carrière
Washington speelde tussen 1994 en 2011 voor verschillende clubs, in Brazilië, Japan en Hongkong.